# Ernest Voyer
 (décembre 2023).
Si vous disposez d'ouvrages ou d'articles de référence ou si vous connaissez des sites web de qualité traitant du thème abordé ici, merci de compléter l'article en donnant les références utiles à sa vérifiabilité et en les liant à la section « Notes et références ».
Ernest Voyer, né le 1er mai 1896 à Saint-Loup-sur-Thouet (Deux-Sèvres) et mort le 6 juin 1981 à Chatou (Yvelines), est un homme politique français.

## Biographie
Fils d'un forgeron et d'une agricultrice, Ernest Voyer suit des études primaires jusqu'au certificat d'études.
Mobilisé en 1915, il combat dans l'artillerie jusqu'à la fin de la Première Guerre mondiale.
Puis, il poursuit sa formation par correspondance, obtient de l'Institut électronique de Bruxelles un diplôme de conducteur de travaux, puis d'ingénieur. Il entre à EDF où il poursuivra sa carrière comme chef de service des relations commerciales, jusqu'à sa retraite en 1953.
Dans l'entre-deux-guerres, il participe à la création de la société d'inspiration radicale Le Progrès civique.
Pendant la seconde guerre mondiale, il entre dans la résistance en 1943, et devient responsable du service action du bureau des opérations aériennes dans son secteur, puis intègre les Forces Françaises de l'Intérieur et participe aux combats de libération du Perche.
Maire de L'Aigle en 1945, il entre cette même année au conseil général de l'Orne, dont il devient vice-président, élu dans le canton de L'Aigle.
Il appartient alors à l'UDSR, dont il mène la liste en 1945 pour l'élection de la première assemblée constituante. Avec 16,9 % des voix, il est élu député.
Accaparé par ses mandats locaux, il ne développe cependant pas une grande activité parlementaire. L'année suivante, de nouveau candidat, il voit son résultat électoral s'effondrer : avec seulement 8,2 % des voix, il perd son siège de député.
À la fin de l'année 1946, il participe à la création de l'Union gaulliste, sans grand succès, car il ne parvient pas à constituer une liste pour les législatives de novembre 1946.
Dans la logique de cet engagement gaulliste, il adhère l'année suivante au RPF, mais s'en éloigne rapidement, après que ce parti ait apporté son soutien au financement public des écoles privées.
Pendant toute la quatrième république, il conserve ses mandats locaux, et tente vainement de retrouver un mandat parlementaire.
Ainsi, en 1951, sa liste RGR-UDSR n'obtient que 1,4 % des voix, et sa candidature au Conseil de la République de 1958 n'aboutit pas.
Avec le retour de Charles de Gaulle au pouvoir, il rejoint l'Union pour la Nouvelle République, dont il porte les couleurs pour l'élection du Sénat en 1959, mais sans plus de succès que précédemment.
Réélu maire et conseiller général, il est candidat aux législatives de 1962, et parvient, au second tour, à la faveur d'une triangulaire provoquée par le maintien de Louis Mermaz (UDSR), à battre le sortant Roland Boudet, élu avec l'étiquette gaulliste en 1958, mais qui est passé dans l'opposition, avec 40 % des voix.
A l'assemblée, il est peu actif, sur le modèle des députés « godillots » qui soutiennent systématiquement les positions du gouvernement, posture qui lui est vivement reprochée par ses adversaires.
Les élections suivantes lui sont en revanche défavorable : battu par Boudet aux cantonales de 1964, il perd l'année suivante, toujours au profit du même rival, son poste de maire de L'Aigle.
Dans la logique de cette perte de terrain électoral, il est battu, toujours par Boudet, aux législatives de 1967. Il introduit cependant un recours, compte tenu de l'étroitesse de l'écart au second tour, qui conduit à l'annulation de l'élection. Mais, lors de la partielle de septembre, Boudet est élu au premier tour, avec 57,2 % des voix, tandis que Voyer n'obtient que 23,7 %.
Cet ultime échec signe la fin de sa carrière politique.

## Détail des fonctions et des mandats
Mandat parlementaire
- 21 octobre 1945 - 2 avril 1967 : Député de l'Orne